# Altenhof (Leisnig)

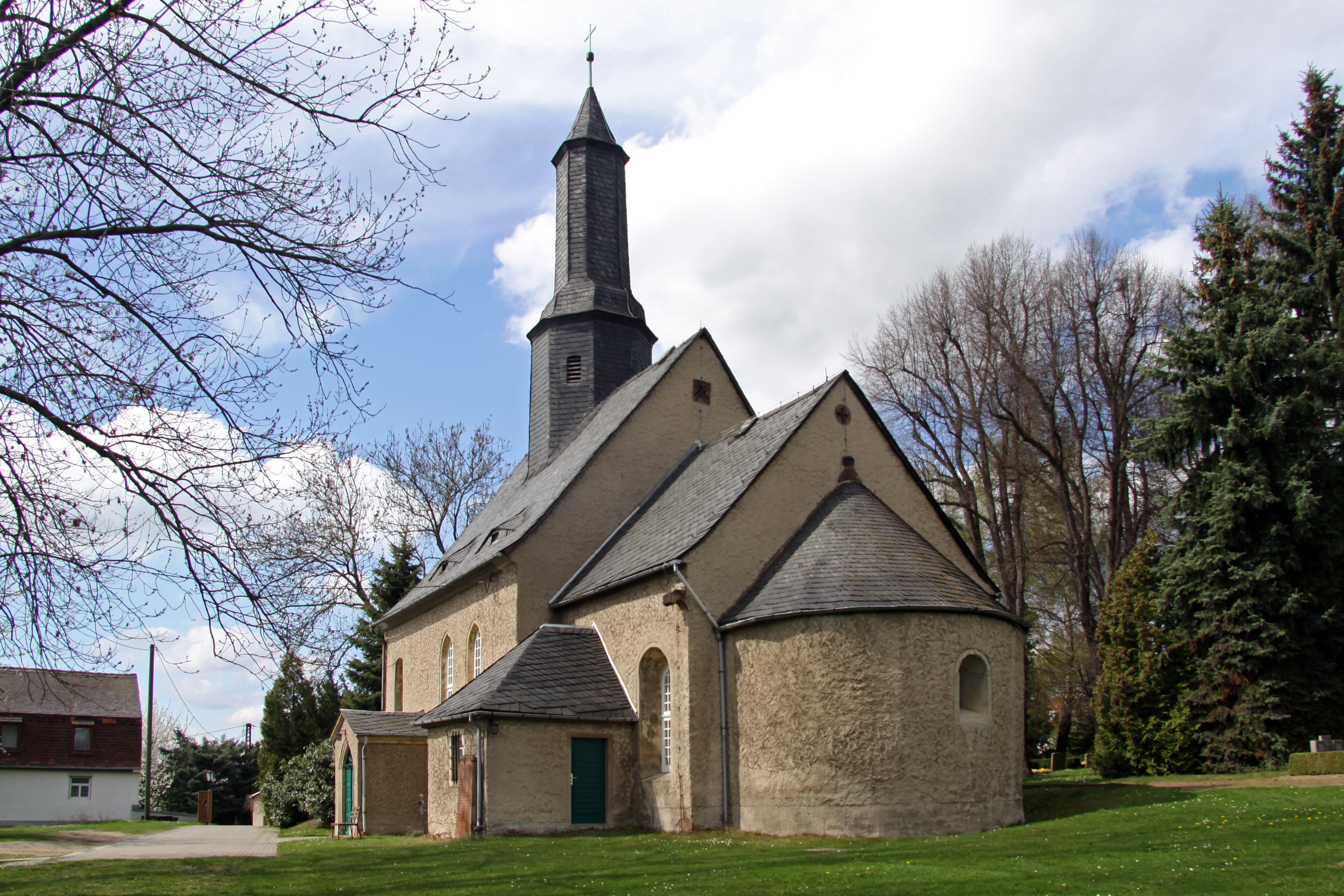
Altenhof, Kirche von Südost

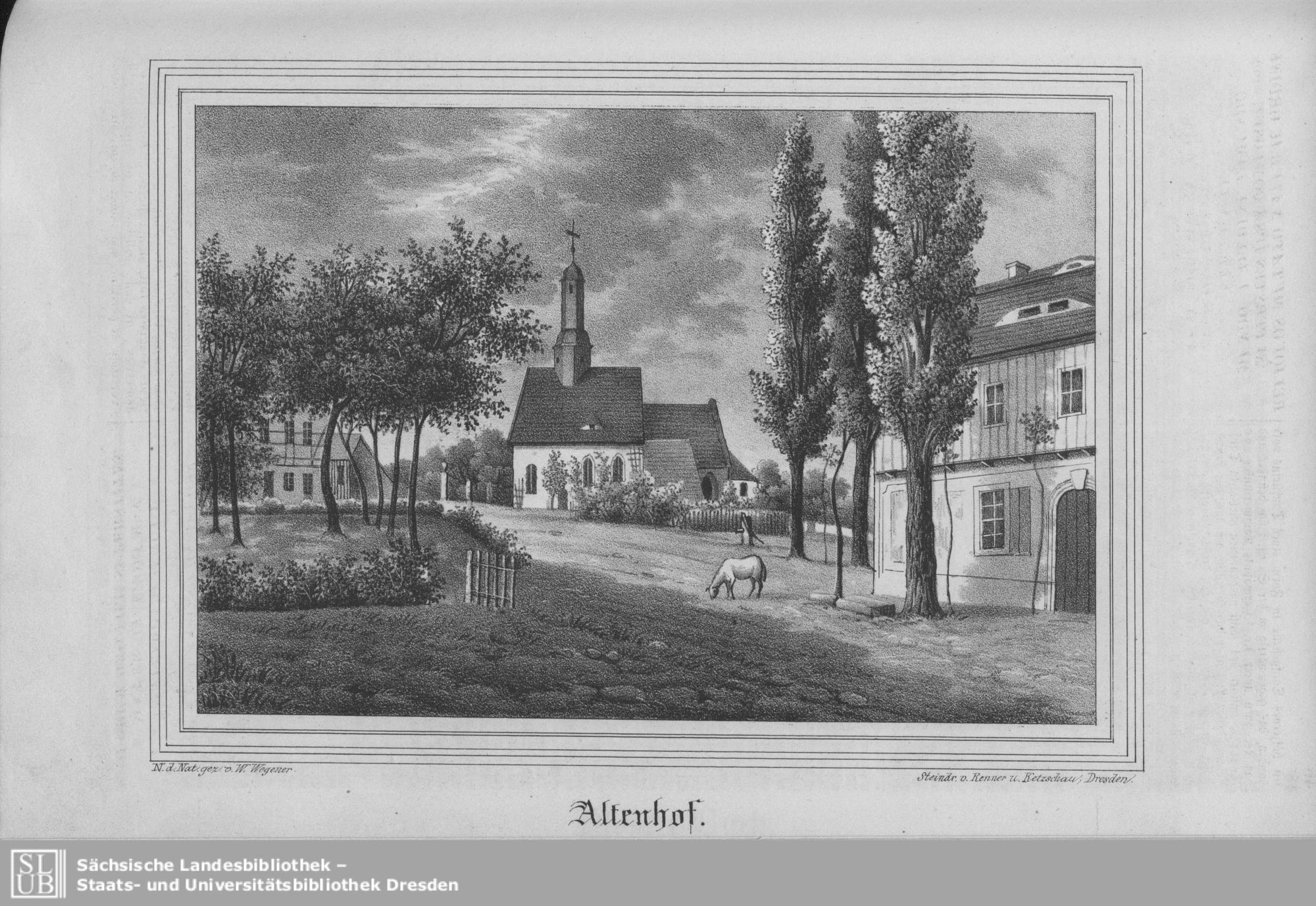
Altenhof, Kirche um 1840 (Sachsens Kirchengalerie)

Altenhof ist ein Ortsteil der Stadt Leisnig im Landkreis Mittelsachsen. 1950 hatte der Ort 362 Einwohner. 1963 wurde er nach Naunhof eingemeindet, 1992 mit diesem nach Bockelwitz, 2012 nach Leisnig.

## Geschichte

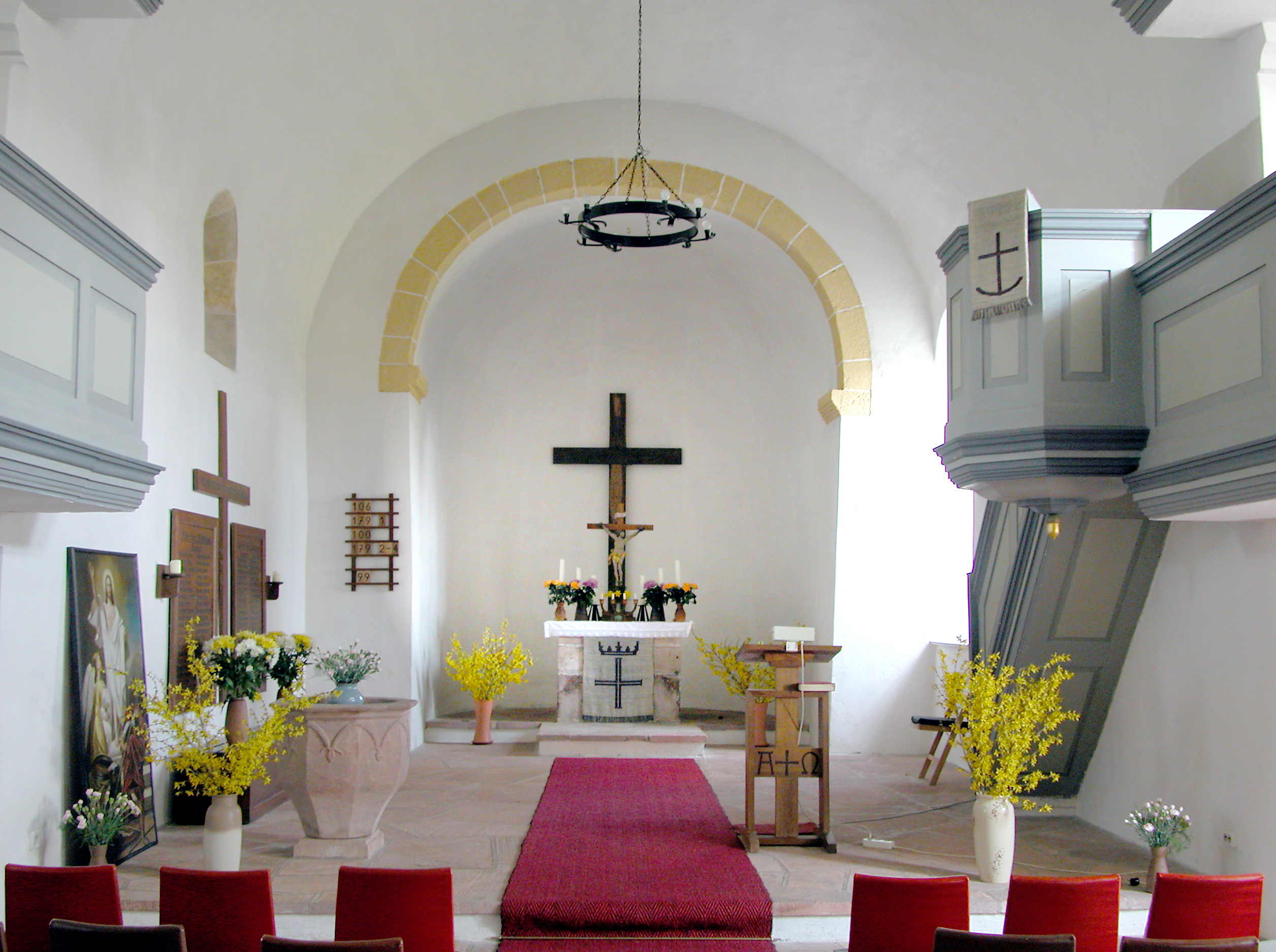
Dorfkirche Altenhof

Altenhof entstand vor 1190 im Zuge des Landesausbaues. Vor 1190 wurde sicher auch die Kirche gegründet, die dem heiligen Ägidius geweiht ist, einem Patron, der sich bei den Herren des Pleißenlandes großer Beliebtheit erfreute. 1192 gehörte Altenhof mit seiner Kirche zur Grundausstattung des Zisterzienserklosters Buch. Die Forschung geht davon aus, dass es zu diesem Zeitpunkt den Namen Buch trug, denn es war Sitz der Herren von Buch, Ministerialen der Burggrafen von Leisnig, die zu diesem Zeitpunkt wohl auf den neuen Hof (das benachbarte Naunhof) ausweichen mussten. Noch 1231 musste der Bischof von Meißen einen Streit zwischen den Herren von Buch und dem Kloster schlichten, die Äcker an der antiqua curia (eben Altenhof) zurückforderten, der Abt aber nachweisen konnte, dass die Äcker schon über 30 Jahre im Besitz des Klosters waren.
Bis zur Säkularisation nach der Reformation blieb Altenhof im Besitz des Klosters, die Kirche wurde bis dahin auch von den Mönchen des Klosters versorgt. Zur Kirche in Altenhof gehörten noch Naunhof, Naundorf (bei Leisnig) und Beiersdorf.
Die verbliebenen Güter des Klosters wurden im Amt Klosterbuch zusammengefasst. Nach dessen Amtserbbuch von 1548 gehörten zu Altenhof zehn besessene Mann, darunter sieben Anspanner, die sind alle dem Kloster Buch lehen- und zinsbar mit 15,75 Hufen. Das Obergericht gehörte ins Amt Leisnig, das Erbgericht ins Amt Klosterbuch. Sie dienen dem Amt mit vier Fußknechten und erlegen ihren Anteil nach Anzahl ihrer Hufen zu den drei Heerfahrtswagen, die im Amt sind. Das Klosteramt hatte nun auch die Kirche in Altenhof zu unterhalten. Die Pfarrer und Schulmeister zu Altenhof von der Reformation bis 1750 sind in der Chronik von Leisnig zu finden. Dieser Quelle bedient sich auch die Sächsische Kirchengalerie, die weitere Ereignisse und Anekdoten zur Geschichte anführt.
Informationen zur neueren Geschichte des Dorfes finden sich im Neuen Mildensteiner Erzähler, dem Mitteilungsblatt des Leisniger Geschichts- und Heimatvereins.